# Монтен, Дитрих
Дитрих Генрих Мария Монтен (нем. Dietrich Heinrich Maria Monten ; 18 сентября 1799[…], Дюссельдорф — 13 декабря 1843, Мюнхен) — немецкий художник-баталист и униформист.

## Биография
Родился в 1799 году в Дюссельдорфе. В юности был знаком с Генрихом Гейне. Учился в родном городе: сперва — в Лицее, в дальнейшем — в Академии художеств у Петер фон Корнелиуса. Продолжил своё образование в Мюнхенской академии художеств в мастерской у Петера фон Гесса.
Как художник, известен своими батальными сценами и сериями литографий с изображениями униформы. Однако, он также создавал настенные росписи, включая гризайли во дворце в Папенгейме, и потолочные росписи в колоннадах Дворцового сада в Мюнхене.
В 1835 году стал соучредителем литографической фирмы («литографии», здесь — по аналогии с типографией) «Монтен унд Эккерт» (совместно с Генрихом Амброзом Эккертом). Фирма специализировалась, в первую очередь, на печатании литографий с изображением современных художникам униформ различных стран, сгруппированных в серии по странам. Вместе серии по странам составляли комплект «Все воинские части Европы», включавший около 800 уникальных иллюстраций. В 1835—40 годах Монтен и Эккерт сами печатали серии своих литографий в Мюнхене, а в 1838—43 годах полный комплект созданных ими иллюстраций был опубликован издателем Кристианом Вайсом в Вюрцбурге.
Скончался Дитрих Монтен в 1843 году в Мюнхене. 
В 1891 году в мюнхенском районе Нойхаузен именем Монтена была названа улица (Монтенштрассе).
Представленный в статье портрет Монтена в фантастическом костюме был выполнен Вильгельмом фон Каульбахом.

## Галерея

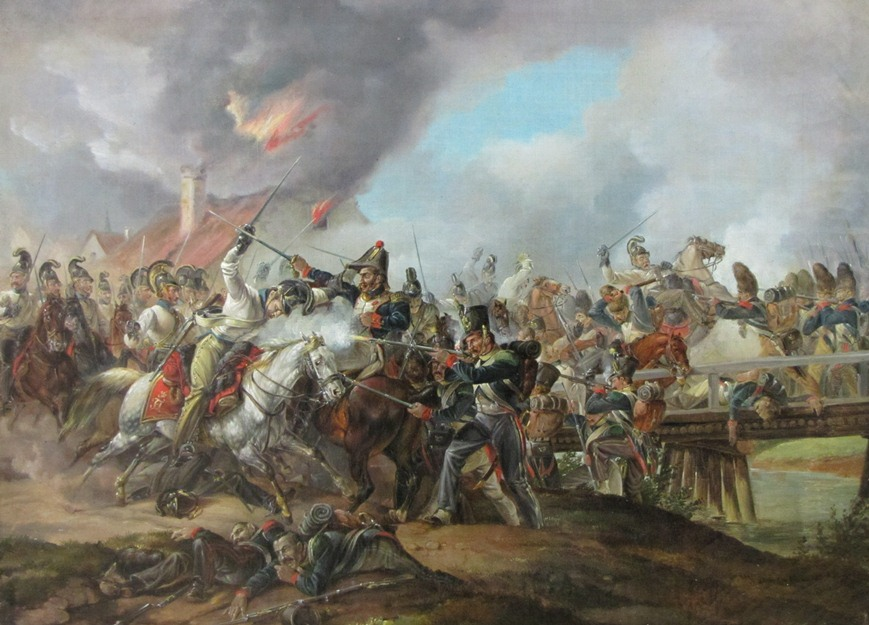
Сражение между австрийцами и французами у моста через реку Траун близ Эбельсберга (ныне в черте Линца) 5 мая 1809 года, 1825, Военно-исторический музей (Вена)
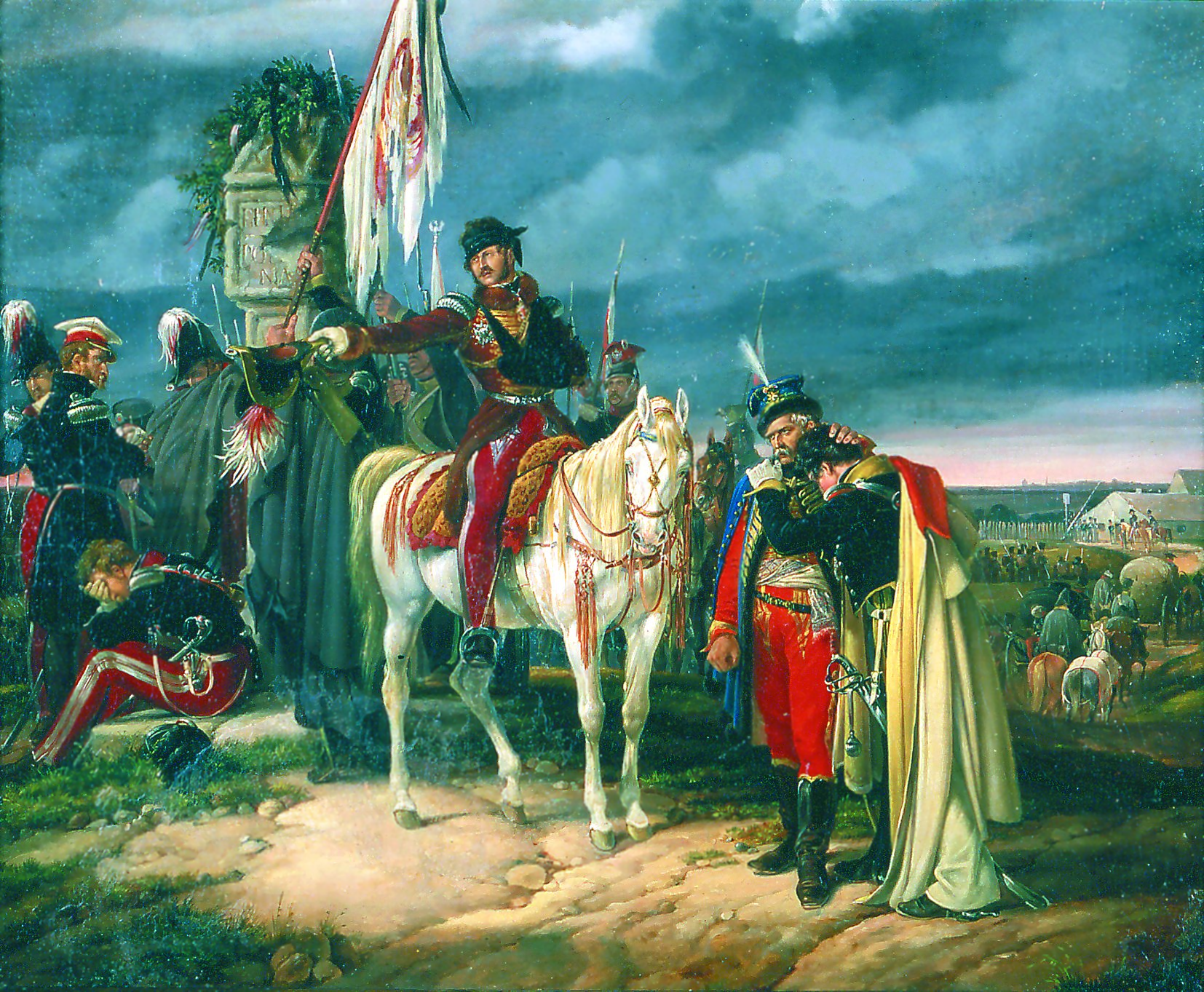
Конец Польше! (поражение Польского восстания 1831 года). 1832, Старая национальная галерея, Берлин
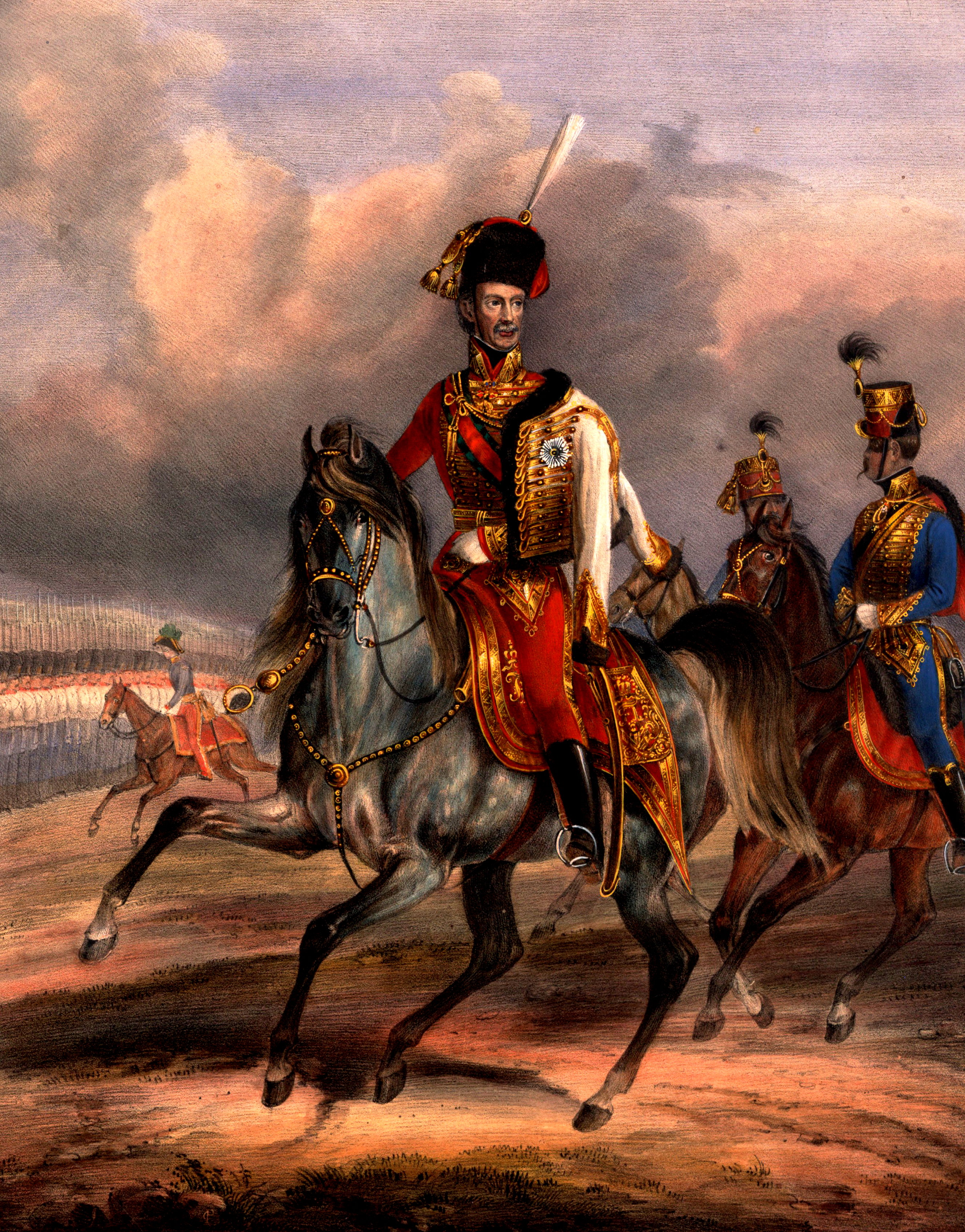
Эрцгерцог Иосиф Австрийский (палатин Венгрии)
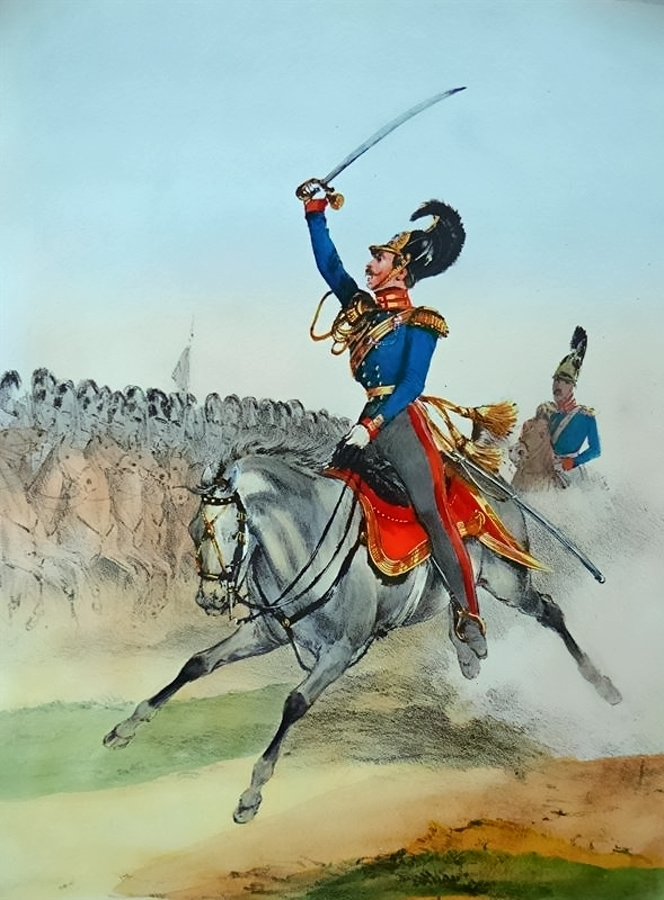
Штаб-офицер мекленбургского шеволежерского полка
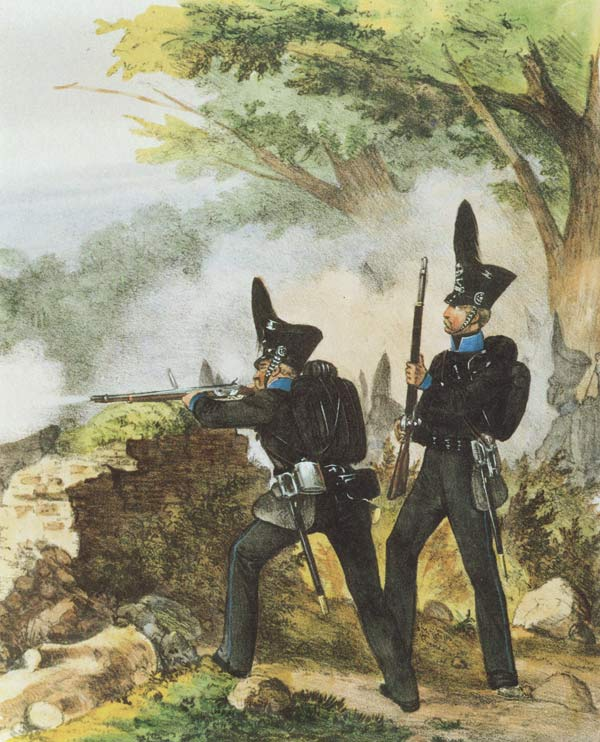
Чины брауншвейгского Лейб-батальона
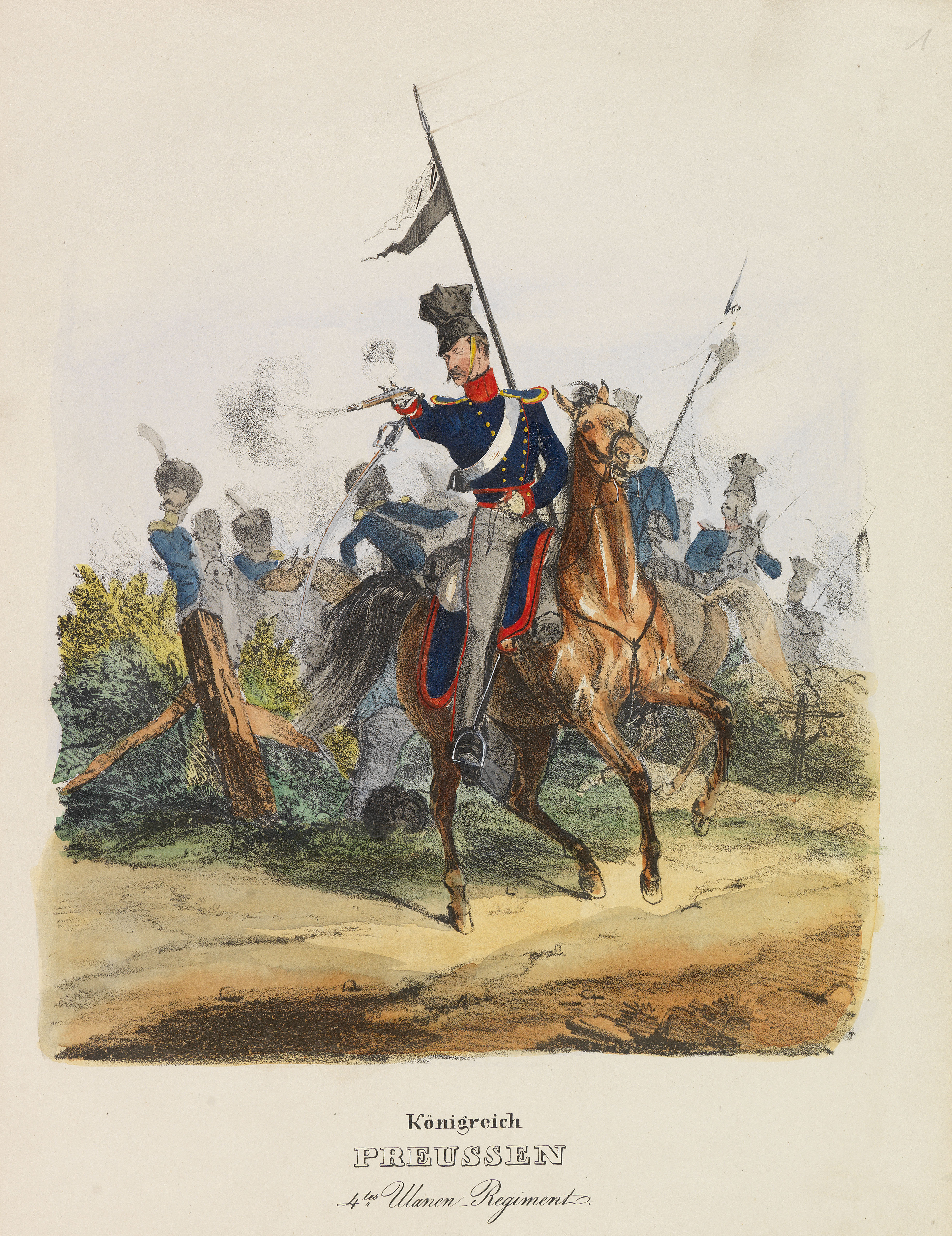
Чины 4-го прусского уланского полка